# Lukocrevo
Lukocrevo (en serbe cyrillique : Лукоцрево) est un village de Serbie situé sur le territoire de la Ville de Novi Pazar, district de Raška. Au recensement de 2011, il comptait 131 habitants.

## Démographie
| 1948 | 1953 | 1961 | 1971 | 1981 | 1991 | 2002 | 2011 |
| ---- | ---- | ---- | ---- | ---- | ---- | ---- | ---- |
| 346  | 387  | 398  | 385  | 303  | 237  | 186  | 131  |

|  |